# Badminton op de Olympische Zomerspelen 2012 – Mannen enkelspel
Het mannen enkelspel in het badminton op de Olympische Zomerspelen 2012 in Londen vond plaats tussen 28 juli en 5 augustus 2012. Lin Dan won de finale met 2 sets tegen Lee Chong Wei.

## Plaatsingslijst
| Nr. | Speler        | Prestatie    | Uitgeschakeld door  | Nr. | Speler           | Prestatie      | Uitgeschakeld door |
| --- | ------------- | ------------ | ------------------- | --- | ---------------- | -------------- | ------------------ |
| 1.  | Lee Chong Wei | Zilver       | Lin Dan             | 9.  | Simon Santoso    | Achtste finale | Lee Chong Wei      |
| 2.  | Lin Dan       | Goud         | niet van toepassing | 10. | Nguyễn Tiến Minh | Groepsfase     | Parupalli Kashyap  |
| 3.  | Chen Long     | Brons        | Lee Chong Wei       | 11. | Taufik Hidayat   | Achtste finale | Lin Dan            |
| 4.  | Chen Jin      | Kwartfinale  | Lee Hyun-il         | 12. | Jan Ø. Jørgensen | Achtste finale | Lee Hyun-il        |
| 5.  | Peter Gade    | Kwartfinale  | Chen Long           | 13. | Shon Wan-ho      | Achtste finale | Peter Gade         |
| 6.  | Sho Sasaki    | Kwartfinale  | Lin Dan             | 14. | Marc Zwiebler    | Achtste finale | Chen Jin           |
| 7.  | Lee Hyun-il   | Halve finale | Lin Dan             | 15. | Rajiv Ouseph     | Groepsfase     | Kevin Cordón       |
| 8.  | Kenichi Tago  | Groepsfase   | Niluka Karunaratne  | 16. | Wong Wing Ki     | Achtste finale | Chen Long          |

## Groepsfase
In elke groep spelen alle spelers onderling tegen elkaar. De groepswinnaars plaatsen zich voor de knock-outfase.

### Groep A
| Speler        | Gsp | W | V | SW | SV | Ptn |
| ------------- | --- | - | - | -- | -- | --- |
| Lee Chong Wei | 1   | 1 | 0 | 2  | 1  | 1   |
| Ville Lang    | 1   | 0 | 1 | 1  | 2  | 0   |

| Speler 1      | Uitslag            | Speler 2   |
| ------------- | ------------------ | ---------- |
| Lee Chong Wei | 21-8, 14-21, 21-11 | Ville Lang |

### Groep B
| Speler              | Gsp | W | V | SW | SV | Ptn |
| ------------------- | --- | - | - | -- | -- | --- |
| Simon Santoso       | 2   | 2 | 0 | 4  | 0  | 2   |
| Raul Must           | 2   | 1 | 1 | 2  | 2  | 1   |
| Michael Lahnsteiner | 2   | 0 | 2 | 0  | 4  | 0   |

| Speler 1            | Uitslag      | Speler 2            |
| ------------------- | ------------ | ------------------- |
| Michael Lahnsteiner | 14-21, 18-21 | Raul Must           |
| Simon Santoso       | 21-12, 21-8  | Raul Must           |
| Simon Santoso       | 21-11, 21-7  | Michael Lahnsteiner |

### Groep C
| Speler             | Gsp | W | V | SW | SV | Ptn |
| ------------------ | --- | - | - | -- | -- | --- |
| Niluka Karunaratne | 1   | 1 | 0 | 2  | 0  | 1   |
| Kenichi Tago       | 1   | 0 | 1 | 0  | 2  | 0   |

| Speler 1     | Uitslag      | Speler 2           |
| ------------ | ------------ | ------------------ |
| Kenichi Tago | 18-21, 16-21 | Niluka Karunaratne |

### Groep D
| Speler            | Gsp | W | V | SW | SV | Ptn |
| ----------------- | --- | - | - | -- | -- | --- |
| Parupalli Kashyap | 2   | 2 | 0 | 4  | 0  | 2   |
| Nguyễn Tiến Minh  | 2   | 1 | 1 | 2  | 3  | 1   |
| Yuhan Tan         | 2   | 0 | 2 | 1  | 4  | 0   |

| Speler 1          | Uitslag             | Speler 2          |
| ----------------- | ------------------- | ----------------- |
| Parupalli Kashyap | 21-14, 21-12        | Yuhan Tan         |
| Nguyễn Tiến Minh  | 17-21, 21-14, 21-10 | Yuhan Tan         |
| Nguyễn Tiến Minh  | 9-21, 14-21         | Parupalli Kashyap |

### Groep E
| Speler          | Gsp | W | V | SW | SV | Ptn |
| --------------- | --- | - | - | -- | -- | --- |
| Chen Long       | 1   | 1 | 0 | 2  | 0  | 1   |
| Boonsak Ponsana | 1   | 0 | 1 | 0  | 2  | 0   |

| Speler 1  | Uitslag      | Speler 2        |
| --------- | ------------ | --------------- |
| Chen Long | 21-12, 21-17 | Boonsak Ponsana |

### Groep F
| Speler         | Gsp | W | V | SW | SV | Ptn |
| -------------- | --- | - | - | -- | -- | --- |
| Wong Wing Ki   | 2   | 2 | 0 | 4  | 0  | 2   |
| Brice Leverdez | 2   | 1 | 1 | 2  | 2  | 1   |
| Edwin Ekiring  | 2   | 0 | 2 | 0  | 4  | 0   |

| Speler 1      | Uitslag      | Speler 2       |
| ------------- | ------------ | -------------- |
| Edwin Ekiring | 12-21, 11-21 | Brice Leverdez |
| Wong Wing Ki  | 21-10, 21-8  | Edwin Ekiring  |
| Wong Wing Ki  | 21-11, 21-16 | Brice Leverdez |

### Groep G
| Speler        | Gsp | W | V | SW | SV | Ptn |
| ------------- | --- | - | - | -- | -- | --- |
| Peter Gade    | 1   | 1 | 0 | 2  | 0  | 1   |
| Pedro Martins | 1   | 0 | 1 | 0  | 2  | 0   |

| Speler 1   | Uitslag     | Speler 2      |
| ---------- | ----------- | ------------- |
| Peter Gade | 21-14, 21-8 | Pedro Martins |

### Groep H
| Speler          | Gsp | W | V | SW | SV | Ptn |
| --------------- | --- | - | - | -- | -- | --- |
| Shon Wan-ho     | 2   | 2 | 0 | 4  | 0  | 2   |
| Vladimir Ivanov | 1   | 1 | 1 | 2  | 2  | 1   |
| Hsu Jen-hao     | 2   | 0 | 2 | 0  | 4  | 0   |

| Speler 1        | Uitslag      | Speler 2        |
| --------------- | ------------ | --------------- |
| Shon Wan-ho     | 21-15, 21-19 | Vladimir Ivanov |
| Vladimir Ivanov | 21-15, 21-13 | Hsu Jen-hao     |
| Shon Wan-ho     | 21-14, 21-10 | Hsu Jen-hao     |

### Groep I
| Speler           | Gsp | W | V | SW | SV | Ptn |
| ---------------- | --- | - | - | -- | -- | --- |
| Jan Ø. Jørgensen | 2   | 2 | 0 | 4  | 0  | 2   |
| Derek Wong       | 2   | 1 | 1 | 2  | 2  | 1   |
| Misha Zilberman  | 2   | 0 | 2 | 0  | 4  | 0   |

| Speler 1         | Uitslag      | Speler 2        |
| ---------------- | ------------ | --------------- |
| Jan Ø. Jørgensen | 21-13, 21-12 | Misha Zilberman |
| Misha Zilberman  | 9-21, 15-21  | Derek Wong      |
| Jan Ø. Jørgensen | 21-17, 21-14 | Derek Wong      |

### Groep J
| Speler                   | Gsp | W | V | SW | SV | Ptn |
| ------------------------ | --- | - | - | -- | -- | --- |
| Lee Hyun-il              | 1   | 1 | 0 | 2  | 0  | 1   |
| Rodrigo Pacheco Carrillo | 1   | 0 | 1 | 0  | 2  | 0   |

| Speler 1    | Uitslag     | Speler 2                 |
| ----------- | ----------- | ------------------------ |
| Lee Hyun-il | 21-12, 21-7 | Rodrigo Pacheco Carrillo |

### Groep K
| Speler                | Gsp | W | V | SW | SV | Ptn |
| --------------------- | --- | - | - | -- | -- | --- |
| Marc Zwiebler         | 2   | 2 | 0 | 4  | 1  | 1   |
| Dmytro Zavadsky       | 2   | 1 | 1 | 3  | 2  | 1   |
| Mohamed Afjan Rasheed | 2   | 0 | 2 | 0  | 4  | 0   |

| Speler 1              | Uitslag             | Speler 2              |
| --------------------- | ------------------- | --------------------- |
| Marc Zwiebler         | 21-9, 21-6          | Mohamed Afjan Rasheed |
| Mohamed Afjan Rasheed | 8-21, 8-21          | Dmytro Zavadsky       |
| Marc Zwiebler         | 17-21, 21-10, 21-16 | Dmytro Zavadsky       |

### Groep L
| Speler           | Gsp | W | V | SW | SV | Ptn |
| ---------------- | --- | - | - | -- | -- | --- |
| Chen Jin         | 1   | 1 | 0 | 2  | 0  | 1   |
| Przemysław Wacha | 1   | 0 | 1 | 0  | 2  | 0   |

| Speler 1 | Uitslag     | Speler 2         |
| -------- | ----------- | ---------------- |
| Chen Jin | 21-15, 21-8 | Przemysław Wacha |

### Groep M
| Speler           | Gsp | W | V | SW | SV | Ptn |
| ---------------- | --- | - | - | -- | -- | --- |
| Kevin Cordón     | 2   | 2 | 0 | 4  | 2  | 2   |
| Rajiv Ouseph     | 2   | 1 | 1 | 3  | 3  | 1   |
| Henri Hurskainen | 2   | 0 | 2 | 2  | 4  | 0   |

| Speler 1         | Uitslag             | Speler 2         |
| ---------------- | ------------------- | ---------------- |
| Henri Hurskainen | 21-15, 14-21, 12-21 | Kevin Cordón     |
| Rajiv Ouseph     | 22-20, 17-21, 21-15 | Henri Hurskainen |
| Rajiv Ouseph     | 21-12, 17-21, 19-21 | Kevin Cordón     |

### Groep N
| Speler            | Gsp | W | V | SW | SV | Ptn |
| ----------------- | --- | - | - | -- | -- | --- |
| Sho Sasaki        | 1   | 1 | 0 | 2  | 0  | 1   |
| Virgil Soeroredjo | 1   | 0 | 1 | 0  | 2  | 0   |

| Speler 1   | Uitslag     | Speler 2          |
| ---------- | ----------- | ----------------- |
| Sho Sasaki | 21-12, 21-7 | Virgil Soeroredjo |

### Groep O
| Speler         | Gsp | W | V | SW | SV | Ptn |
| -------------- | --- | - | - | -- | -- | --- |
| Taufik Hidayat | 2   | 2 | 0 | 4  | 0  | 2   |
| Pablo Abián    | 2   | 1 | 1 | 2  | 3  | 1   |
| Petr Koukal    | 2   | 0 | 2 | 1  | 4  | 0   |

| Speler 1       | Uitslag             | Speler 2    |
| -------------- | ------------------- | ----------- |
| Taufik Hidayat | 21-8, 21-8          | Petr Koukal |
| Pablo Abián    | 21-17, 16-21, 21-16 | Petr Koukal |
| Taufik Hidayat | 22-20, 21-11        | Pablo Abián |

### Groep P
| Speler      | Gsp | W | V | SW | SV | Ptn |
| ----------- | --- | - | - | -- | -- | --- |
| Lin Dan     | 1   | 1 | 0 | 2  | 0  | 1   |
| Scott Evans | 1   | 0 | 1 | 0  | 2  | 0   |

| Speler 1 | Uitslag     | Speler 2    |
| -------- | ----------- | ----------- |
| Lin Dan  | 21-8, 21-14 | Scott Evans |

## Knock-outfase
| Achtste finale | Achtste finale     | Achtste finale | Achtste finale | Achtste finale |  |   | Kwartfinale       | Kwartfinale   | Kwartfinale | Kwartfinale | Kwartfinale |  |  | Halve finale | Halve finale  | Halve finale | Halve finale | Halve finale |  |                      | Finale               | Finale               | Finale               | Finale               | Finale |
|                |                    |                |                |                |  |   |                   |               |             |             |             |  |  |              |               |              |              |              |  |                      |                      |                      |                      |                      |        |
| 1              | Lee Chong Wei      | 21             | 21             |                |  |   |                   |               |             |             |             |  |  |              |               |              |              |              |  |                      |                      |                      |                      |                      |        |
| 9              | Simon Santoso      | 12             | 8              |                |  |   | 1                 | Lee Chong Wei | 21          | 21          |             |  |  |              |               |              |              |              |  |                      |                      |                      |                      |                      |        |
|                | Niluka Karunaratne | 14             | 21             | 9              |  |   | Parupalli Kashyap | 19            | 11          |             |             |  |  |              |               |              |              |              |  |                      |                      |                      |                      |                      |        |
|                | Parupalli Kashyap  | 21             | 15             | 21             |  |   |                   |               |             |             |             |  |  | 1            | Lee Chong Wei | 21           | 21           |              |  |                      |                      |                      |                      |                      |        |
| 3              | Chen Long          | 21             | 21             |                |  |   |                   |               |             |             |             |  |  | 3            | Chen Long     | 13           | 14           |              |  |                      |                      |                      |                      |                      |        |
| 16             | Wong Wing Ki       | 17             | 17             |                |  |   | 3                 | Chen Long     | 21          | 21          |             |  |  |              |               |              |              |              |  |                      |                      |                      |                      |                      |        |
| 5              | Peter Gade         | 21             | 21             |                |  | 5 | Peter Gade        | 16            | 13          |             |             |  |  |              |               |              |              |              |  |                      |                      |                      |                      |                      |        |
| 13             | Shon Wan-ho        | 9              | 16             |                |  |   |                   |               |             |             |             |  |  |              |               |              |              |              |  |                      | 1                    | Lee Chong Wei        | 21                   | 10                   | 19     |
| 12             | Jan Ø. Jørgensen   | 17             | 13             |                |  |   |                   |               |             |             |             |  |  |              |               |              |              |              |  |                      | 2                    | Lin Dan              | 15                   | 21                   | 21     |
| 7              | Lee Hyun-il        | 21             | 21             |                |  |   | 7                 | Lee Hyun-il   | 21          | 21          |             |  |  |              |               |              |              |              |  |                      |                      |                      |                      |                      |        |
| 14             | Marc Zwiebler      | 21             | 12             | 9              |  | 4 | Chen Jin          | 15            | 16          |             |             |  |  |              |               |              |              |              |  |                      |                      |                      |                      |                      |        |
| 4              | Chen Jin           | 19             | 21             | 21             |  |   |                   |               |             |             |             |  |  | 7            | Lee Hyun-il   | 12           | 10           |              |  |                      |                      |                      |                      |                      |        |
|                | Kevin Cordón       | 21             | 10             |                |  |   |                   |               |             |             |             |  |  | 2            | Lin Dan       | 21           | 21           |              |  |                      |                      |                      |                      |                      |        |
| 6              | Sho Sasaki         | 23             | 21             |                |  |   | 6                 | Sho Sasaki    | 12          | 21          | 16          |  |  |              |               |              |              |              |  | Wedstrijd voor Brons | Wedstrijd voor Brons | Wedstrijd voor Brons | Wedstrijd voor Brons | Wedstrijd voor Brons |        |
| 11             | Taufik Hidayat     | 9              | 12             |                |  | 2 | Lin Dan           | 21            | 16          | 21          |             |  |  |              |               |              |              |              |  | 3                    | Chen Long            | 21                   | 15                   | 21                   |        |
| 2              | Lin Dan            | 21             | 21             |                |  |   |                   |               |             |             |             |  |  |              |               |              |              |              |  |                      | 7                    | Lee Hyun-il          | 12                   | 21                   | 15     |